# Sierakówek
Sierakówek – wieś w Polsce, położona w województwie mazowieckim, w powiecie gostynińskim, w gminie Gostynin.
| SIMC    | Nazwa           | Rodzaj    |
| ------- | --------------- | --------- |
| 0999529 | Smolary-Gajówka | część wsi |

Do 1954 roku siedziba wiejskiej gminy Skrzany. W latach 1975–1998 wieś administracyjnie należała do województwa płockiego.